# Kwun Tong Line
Kwun Tong Line (chiń. 觀塘綫) – zelektryfikowana, dwutorowa linia metra w Hongkongu, biegnąca z południowego wschodu do centrum miasta, łącząca dzielnicę Sai Kung z półwyspem Koulun. Większość trasy przebiega pod powierzchnią ziemi. Ma ona 15,8 km, znajduje się na niej 17 stacji, a czas przejazdu wynosi 35 min. Codziennie pociągami tej linii podróżuje przeszło 1 mln osób.

## Historia
Kwun Tong Line powstała w 1979 r. i była pierwszą linią metra zarządzaną przez korporację MTR. Początkowo łączyła ze sobą stacje Kwun Tong i Shek Kip Mei. W latach 1989 i 2001-2002 była przedłużana z obu stron.

### Projekt przedłużenia linii
W 2011 r. rozpoczęto realizację projektu, którego celem jest przedłużenie linii Kwun Tong Line o dwie stacje w kierunku wschodnim. Na pierwszej z nich, Ho Man Tin, będzie przecinać projektowaną linię East West Corridor. Trasa kończyć się będzie natomiast na stacji Whampoa. Rozbudowa przedłuży czas przejazdu o 5 min. Zakończenie realizacji projektu planowane jest na rok 2015.

## Przebieg linii
Linia rozpoczyna się na stacji Tiu Keng Leng, w dzielnicy Sai Kung. Biegnie na południowy zachód, w kierunku zatoki Kowloon, a następnie jej brzegiem, na północny zachód. W dzielnicy Kowloon City skręca na zachód, a później na południe. Trasa kończy się na stacji Whampoa, położonej na półwyspie Koulun. Na trasie przejazdu znajduje się 17 stacji, z czego większość położona jest pod powierzchnią ziemi. Ma ona bezpośrednie połączenie z trzema innymi liniami sieci MTR: na stacjach Tiu Keng Leng i Yau Tong z Tseung Kwan O Line, na stacji Kowloon Tong z East Rail Line, na stacjach Prince Edward, Mong Kok i Yau Ma Tei z Tsuen Wan Line.